# Springfield, South Dakota
Springfield är en ort i Bon Homme County i delstaten South Dakota, USA.